# Bagou
Bagou è un arrondissement del Benin situato nella città di Gogounou con 24 543 abitanti (dato 2006).